# Couling Island
Couling Island ist eine Insel des William-Scoresby-Archipels vor der Küste des ostantarktischen Mac-Robertson-Lands. Sie liegt 1,5 km nördlich der Insel Islay.
Entdeckt und benannt wurde die Insel im Februar 1936 von Teilnehmern der britischen Discovery Investigations an Bord des Forschungsschiffs RRS William Scoresby. Der Namensgeber ist nicht überliefert.